# Fungia hexagonalis
Fungia hexagonalis är en korallart som beskrevs av Milne Edwards och Jules Haime 1848. Fungia hexagonalis ingår i släktet Fungia och familjen Fungiidae. IUCN kategoriserar arten globalt som livskraftig. Inga underarter finns listade i Catalogue of Life.